# Fernando Baiano
Fernando Baiano (* 18. März 1979 in São Paulo, eigentlich João Fernando Nelo) ist ein ehemaliger brasilianischer Fußballspieler.

## Karriere
Der 1,84 m große Mittelstürmer begann seine Karriere bei Corinthians São Paulo in São Paulo. Anschließend spielte er bis 2002 für Internacional Porto Alegre und war 2003 für Flamengo Rio de Janeiro aktiv.
Danach wechselte er zum VfL Wolfsburg, wo er bis 2004 blieb. Dort schoss er in 22 Spielen 11 Tore, zwei davon in seinem ersten Spiel gegen den FC Bayern München. Er sorgte in der Bundesliga durch seinen extravaganten Torjubel für Aufsehen, nachdem er sich ein schwarzes Jesus-Bandana aus der Hose zog, um es auf seinen Kopf zu ziehen. Zur Sommerpause flog er in die Heimat, wo er sich, ohne Wissen des Vereins, einer beidseitigen Knieoperation unterzog. Daraufhin wurde sein Vertrag nicht verlängert.
Nach einer halben Saison in Brasilien bei AD São Caetano wechselte er im Februar 2005 nach Spanien zum FC Málaga, wo er in 17 Spielen neun Tore erzielte. Nur ein halbes Jahr später ging Baiano zu Celta Vigo, wo er in der Saison 2006/07 in 34 Spielen 15 Tore schoss. In der Saison 2007/08 spielte er bei Real Murcia, die ihn für rund fünf Millionen Euro verpflichtet hatten. Baiano ist damit der teuerste Transfer in der Vereinsgeschichte von Murcia.
Am Ende seiner ersten Saison stand allerdings der Abstieg für Murcia fest, sodass Baiano ablösefrei zu Al-Jazira Club wechselte. Nach einem Jahr wechselte Baiano innerhalb der Premier Division zu al-Wahda.

## Erfolge
Corinthians
- Campeonato Brasileiro de Futebol: 1998, 1999
- FIFA-Klub-Weltmeisterschaft 2000